# Christmas with Friends
Christmas with Friends är ett julalbum av Måns Zelmerlöw, utgivet 15 november 2010.

## Låtlista
| Nummer | Titel                                         |
| ------ | --------------------------------------------- |
| 1.     | Jag drömmer om en jul hemma (White Christmas) |
| 2.     | Christmas Song                                |
| 3.     | I Pray on Christmas (med Björn Skifs)         |
| 4.     | December                                      |
| 5.     | Oh, Come All Ye Faithful (Adeste Fideles)     |
| 6.     | All I Want for Christmas Is You               |
| 7.     | Tomten, jag vill ha en riktig jul             |
| 8.     | The Angel Gabriel” (med Lunds studentsångare) |
| 9.     | Winter Wonderland                             |
| 10.    | Christmas (Baby Please Come Home)             |
| 11.    | Vit som snö (med Pernilla Andersson)          |

### Fotnoter
1. ↑  ”Christmas with Friends” (på engelska). Discogs. 11 mars 2010. http://www.discogs.com/M%C3%A5ns-Zelmerl%C3%B6w-Christmas-With-Friends/release/3906226. Läst 21 december 2014.